# International Union of Geological Sciences
De International Union of Geological Sciences (IUGS) is een internationale niet-gouvernementele organisatie die ten doel heeft de internationale samenwerking in de geologie (in ruime zin in alle aardwetenschappen) te bevorderen.
De IUGS werd in 1961 opgericht en is lid van de International Council for Science (ICSU). Op dit moment zijn nationale geologische organisaties uit 117 landen aangesloten bij de IUGS. Het secretariaat van de organisatie bevindt zich in Trondheim (Noorwegen).

## Doelstelling
De IUGS probeert het bestuderen van geologische problemen te stimuleren, met name problemen van wereldwijde betekenis. Een ander doel is de internationale samenwerking in de aardwetenschappen te bevorderen.
Samen met UNESCO heeft de IUGS het jaar 2008 voorgedragen als Jaar van de planeet Aarde. Op 22 december 2005 werd deze voordracht door de Algemene Vergadering van de Verenigde Naties goedgekeurd.
De IUGS is de belangrijkste organisator van het International Geological Congress, dat elke vier jaar wordt gehouden. De IUGS is een UNESCO-partner in het International Geoscience Programme (IGCP) en ook betrokken bij het aanwijzen van geoparken door UNESCO.
Het kwartaalverslag van de organisatie, Episodes genaamd, wordt gedrukt en verspreid door het ministerie van Land en grondstoffen van de Volksrepubliek China. De Geological Society in Londen verzorgt de wetenschappelijke publicaties van de IUGS.